# Alagoasa aurora
Alagoasa aurora là một loài bọ cánh cứng trong họ Chrysomelidae. Loài này được Duckett & Daza miêu tả khoa học năm 2004.